# Kurd von Hardt
Kurd Baron von Hardt (* 7. Dezember 1889 in Kassel; † 29. November 1958 in Genf) war ein deutscher Diplomat und Mäzen.

## Leben
Er wurde als fünftes von sechs Kindern des Friedrich Wilhelm von Hardt und der Anna Elisabeth, geb. Mumm von Schwarzenstein, geboren. Nach dem Besuch des Gymnasiums in Berlin bereiste er in den Jahren 1911 bis 1913 Südamerika. Von 1914 bis 1915 musste er sich in einer Klinik in Davos wegen seiner Tuberkulose behandeln lassen. Im Jahr 1915 trat er in den diplomatischen Dienst ein. Er war Handelsattaché in der Türkei, in Südamerika und gegen Ende des Ersten Weltkriegs in der Schweiz. Doch seine Tuberkulose brach erneut aus. Er ließ sich in der Toskana und später in Tessin nieder. 1948 zog er auf den Landsitz La Chandolaine in Vandœuvres bei Genf. 1950 gründete er die Fondation Hardt pour l’étude de l’antiquité classique, um zur Versöhnung der Europäer beizutragen. Im Jahr 1954 wurde ihm die Ehrendoktorwürde der Philosophischen Fakultät der Georg-August-Universität Göttingen verliehen. Die Universität Genf zeichnete ihn 1958 mit derselben Würdigung aus. Der Bankier Richard von Hardt war sein Großvater.
Kurd von Hardt starb im 68. Lebensjahr. Wolfgang Schadewaldt widmete ihm einen Nachruf in Gedichtform, Nach dem Kallimachos (1961).

## Genealogie
- Marcelli Janecki: Handbuch des Preußischen Adels. Band 1, E. S. Mittler & Sohn, Berlin 1892, S. 190.
- Gothaisches Genealogisches Taschenbuch der Briefadeligen Häuser. 1907. Erster Jahrgang, Justus Perthes, Gotha 1906.
- Gothaisches Genealogisches Taschenbuch der Adeligen Häuser. Zugleich Adelsmatrikel der D.A.G. Teil B (Briefadel). 1941. Dreiunddreißigster Jahrgang, Justus Perthes, Gotha 1940. Siehe: FamilySearch.
- Hans Friedrich von Ehrenkrook, Carola von Ehrenkrook, Friedrich Wilhelm Euler, Jürgen von Flotow, Walter von Hueck, u. a.: Genealogisches Handbuch der Adeligen Häuser. B (Briefadel). 1959. Band IV, Band 20 der Gesamtreihe GHdA, Hrsg. Deutsches Adelsarchiv, C. A. Starke, Limburg a. d. Lahn 1959, S. 234 f.